# 細谷鱂
細谷鱂（学名：Goodea gracilis），為輻鰭魚綱鯉齒目鯉齒亞目谷鱂科的其中一種，為熱帶淡水魚，被IUCN列為易危保育類動物，分布於中美洲墨西哥帕努科河（Pánuco）流域，體長可達8公分，棲息在底中層水域，生活習性不明，可做為觀賞魚。
其种加词来源于拉丁文“gracilis”，意为“纤细的”。